# Troglohyphantes saouaf
Troglohyphantes saouaf este o specie de păianjeni din genul Troglohyphantes, familia Linyphiidae, descrisă de Robert Bosmans în anul 2006. Conform Catalogue of Life specia Troglohyphantes saouaf nu are subspecii cunoscute.